# Геометрический фактор
Геометрический фактор (также этендю, от фр. étendue géométrique) — физическая величина, характеризующая то, насколько свет в оптической системе "расширен" по размерам и направлениям. Эта величина соответствует параметру качества пучка (BPP) в физике Гауссовых пучков.
С точки зрения источника, это произведение площади поверхности источника и телесного угла, который стягивается входным зрачком оптической системы-приёмника при наблюдении с источника. Эквивалентно, с точки зрения оптической системы, геометрический фактор равен произведению площади входного зрачка и телесного угла, стягиваемого источником при наблюдении со зрачка. Эти определения должны применяться к бесконечно малым элементам площади и телесного угла, которые затем должны суммироваться по источнику и диафрагме как показано ниже. Геометрический фактор может рассматриваться как объём в фазовом пространстве.
Геометрический фактор является важной характеристикой света, поскольку эта величина никогда не уменьшается в любой оптической системе, где сохраняется оптическая мощность. Идеальная оптическая система создаёт изображение с тем же значением геометрического фактора, как и у источника. Геометрический фактор связан с инвариантом Лагранжа и оптическим инвариантом, которые тоже постоянны в идеальной оптической системе. Энергетическая яркость оптической системы равна производной потока излучения по геометрическому фактору.

## Определение

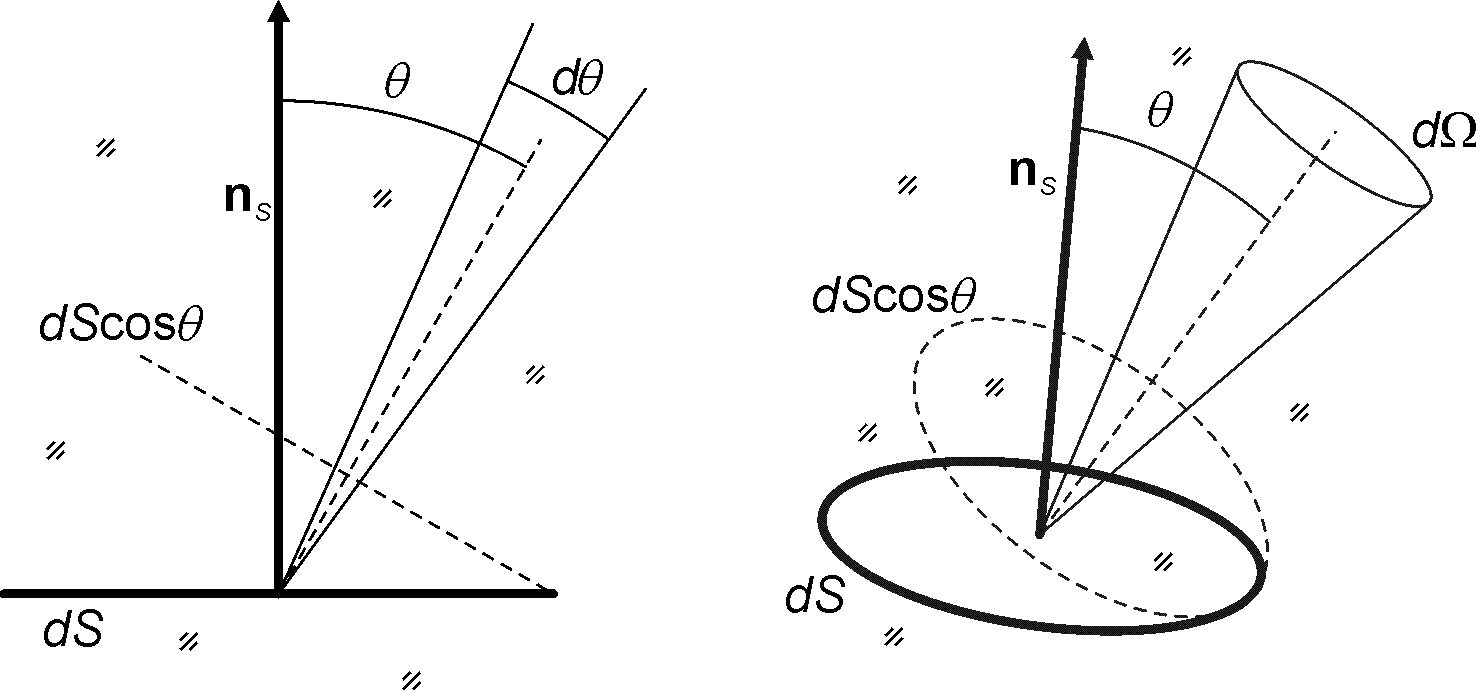
Геометрический фактор для дифференциального элемента поверхности в 2D (слева) и 3D (справа).

Пусть элемент поверхности dS с нормалью nS погружён в среду с показателем преломления n. На поверхность падает (или она излучает) свет из телесного угла dΩ под углом θ к нормали nS. Проекция площади dS в направлении распространения света равна dS cos θ. Геометрический фактор G света, проходящего через dS определяется как
{\displaystyle \mathrm {d} G=n^{2}\,\mathrm {d} S\cos \theta \,\mathrm {d} \Omega .}
Так как углы, телесные углы и показатели преломления — безразмерные величины, геометрический фактор имеет размерность площади (вследствие члена dS).

## Сохранение геометрического фактора
Как показано ниже, геометрический фактор сохраняется при распространении света в свободном пространстве, а также при преломлениях и отражениях. Он также сохраняется при прохождении света через оптические системы, где свет претерпевает идеальные преломления или отражения. Однако, если свет попадёт на рассеивающую поверхность, телесный угол его расходимости увеличится, увеличивая геометрический фактор. Геометрический фактор может оставаться постоянным или возрастать при прохождении света через оптическую систему, но он не может уменьшиться. Это прямое следствие возрастания энтропии, которое может быть обращено только если используется априорная информация для обращения волнового фронта — например, с помощью фазосопряжённых зеркал.
Закон сохранение геометрического фактора может быть выведен в разных контекстах — из первых принципов оптики, из гамильтоновой оптики или из второго начала термодинамики.

### В свободном пространстве

Etendue in free space.

Рассмотрим источник света Σ и детектор S, оба протяжённые (а не дифференциальные элементы), разделённые идеально прозрачной средой с показателем преломления n (см. рисунок). Для вычисления геометрического фактора системы следует рассмотреть вклад каждой точки на поверхности источника света, испускающей лучи на каждую точку поверхности приёмника.
В соответствии с приведённым выше определением, геометрический фактор света, пересекающего dΣ в направлении dS, даётся выражением:
{\displaystyle \mathrm {d} G_{\Sigma }=n^{2}\,\mathrm {d} \Sigma \cos \theta _{\Sigma }\,\mathrm {d} \Omega _{\Sigma }=n^{2}\,\mathrm {d} \Sigma \cos \theta _{\Sigma }{\frac {\mathrm {d} S\cos \theta _{S}}{d^{2}}}}
где dΩΣ — телесный угол, стягиваемый площадью dS по отношению к поверхности dΣ. Аналогично, геометрический фактор света, пересекающего dS, исходящего из dΣ даётся выражением:
{\displaystyle \mathrm {d} G_{S}=n^{2}\,\mathrm {d} S\cos \theta _{S}\,\mathrm {d} \Omega _{S}=n^{2}\,\mathrm {d} S\cos \theta _{S}{\frac {\mathrm {d} \Sigma \cos \theta _{\Sigma }}{d^{2}}},}
где dΩS — телесный угол, стягиваемый dΣ. Из этих выражений следует, что
{\displaystyle \mathrm {d} G_{\Sigma }=\mathrm {d} G_{S},}
что означает, что геометрический фактор сохраняется при распространении света в свободном пространстве.
Геометрический фактор всей системы тогда равен
{\displaystyle G=\int _{\Sigma }\!\int _{S}\mathrm {d} G.}
Если обе поверхности dΣ и dS погружены в воздух (или вакуум), то n = 1, и выражение для геометрического фактора может быть записано как
{\displaystyle \mathrm {d} G=\mathrm {d} \Sigma \,\cos \theta _{\Sigma }\,{\frac {\mathrm {d} S\,\cos \theta _{S}}{d^{2}}}=\pi \,\mathrm {d} \Sigma \,\left({\frac {\cos \theta _{\Sigma }\cos \theta _{S}}{\pi d^{2}}}\,\mathrm {d} S\right)=\pi \,\mathrm {d} \Sigma \,F_{\mathrm {d} \Sigma \rightarrow \mathrm {d} S},}
где FdΣ→dS — коэффициент видимости излучения между элементами поверхностей dΣ и dS. Интегрирование по dΣ и dS даёт G = πΣ FΣ→S , что позволяет получить геометрический фактор из коэффициентов видимости между этими поверхностями, которые, например, приведены в списке факторов видимости для определённых геометрий или в некоторых книгах по теплопередаче.
Сохранение геометрического фактора в свободном пространстве связано с теоремой взаимности для факторов видимости.

### При преломлениях и отражениях

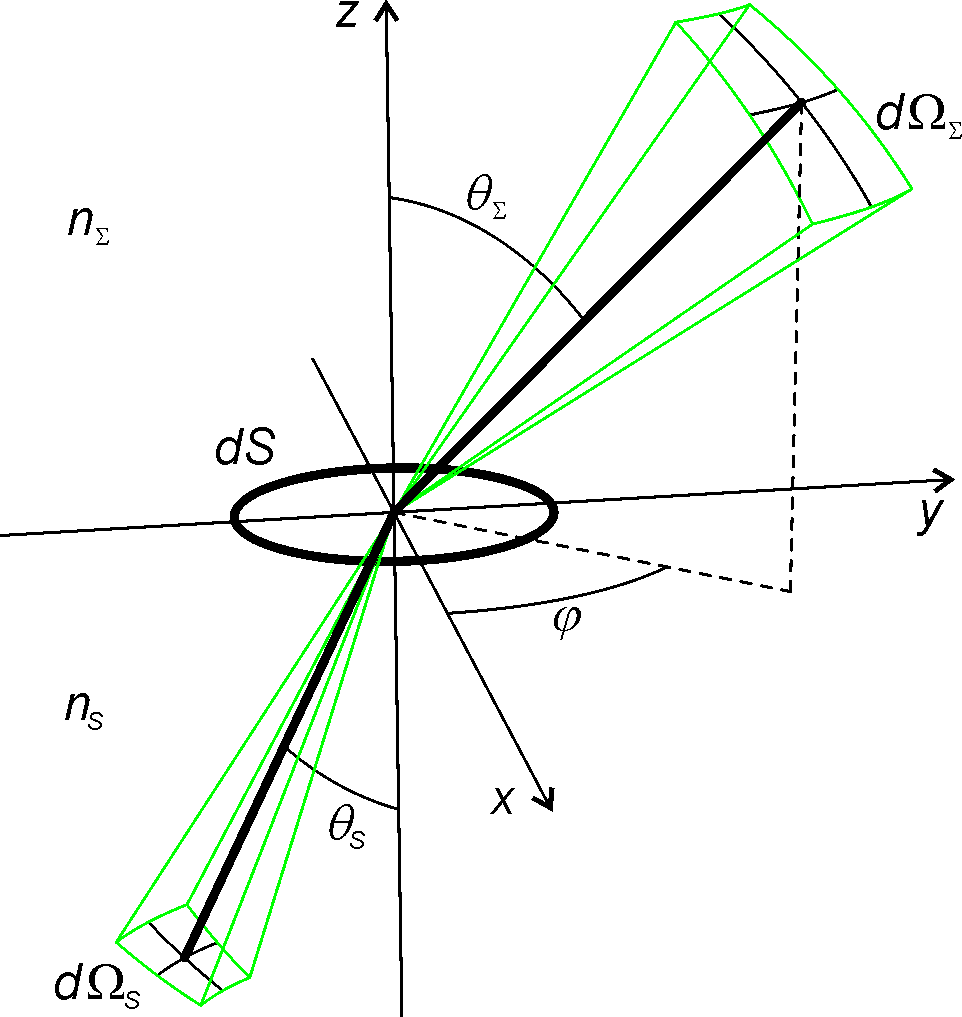
Геометрический фактор при преломлении.

Выше показано, что геометрический фактор сохраняется в случае распространения света в свободном пространстве или, в более общем случае, в среде с постоянным показателем преломления. Однако, геометрический фактор также сохраняется при преломлениях и отражениях. На рисунке справа показан элемент поверхности dS в плоскости xy, разделяющей две среды с показателями преломления nΣ и nS.
Нормаль к dS сонаправлена с осью z. Падающий свет ограничен телесным углом dΩΣ и достигает dS под углом θΣ к нормали. Преломлённый свет ограничен телесным углом dΩS и исходит из dS под углом θS к нормали. Направления падающего и преломлённого света содержатся в плоскости, находящейся под углом φ к оси x, определяющим эти направления в сферической системе координат. С этими обозначениями закон Снеллиуса можно написать как
{\displaystyle n_{\Sigma }\sin \theta _{\Sigma }=n_{S}\sin \theta _{S},}
а, дифференцируя по θ, получим
{\displaystyle n_{\Sigma }\cos \theta _{\Sigma }\,\mathrm {d} \theta _{\Sigma }=n_{S}\cos \theta _{S}\mathrm {d} \theta _{S}.}
Умножим эти выражения друг на друга и на множитель dφ, не меняющийся при преломлении, и получим
{\displaystyle n_{\Sigma }^{2}\cos \theta _{\Sigma }\!\left(\sin \theta _{\Sigma }\,\mathrm {d} \theta _{\Sigma }\,\mathrm {d} \varphi \right)=n_{S}^{2}\cos \theta _{S}\!\left(\sin \theta _{S}\,\mathrm {d} \theta _{S}\,\mathrm {d} \varphi \right).}
Это выражение можно записать как
{\displaystyle n_{\Sigma }^{2}\cos \theta _{\Sigma }\,\mathrm {d} \Omega _{\Sigma }=n_{S}^{2}\cos \theta _{S}\,\mathrm {d} \Omega _{S},}
а, умножив обе части уравнения на dS, получим
{\displaystyle n_{\Sigma }^{2}\,\mathrm {d} S\cos \theta _{\Sigma }\,\mathrm {d} \Omega _{\Sigma }=n_{S}^{2}\,\mathrm {d} S\cos \theta _{S}\,\mathrm {d} \Omega _{S},}
т.е.
{\displaystyle \mathrm {d} G_{\Sigma }=\mathrm {d} G_{S}.}
Т.о., геометрический фактор света, преломлённого на dS, сохраняется. Такой же результат справедлив для случая отражения от поверхности dS, где следует положить nΣ = nS и θΣ = θS.

## Сохранение приведённой энергетической яркости
Энергетическая яркость поверхности связана с геометрическим фактором выражением
{\displaystyle L_{\mathrm {e} ,\Omega }=n^{2}{\frac {\partial \Phi _{\mathrm {e} }}{\partial G}},}
где
- n — показатель преломления среды, в которую погружена поверхность;
- G — геометрический фактор пучка света.

При распространении света через идеальную оптическую систему сохраняются геометрический фактор и поток излучения. Поэтому приведённая энергетическая яркость, определённая как
{\displaystyle L_{\mathrm {e} ,\Omega }^{*}={\frac {L_{\mathrm {e} ,\Omega }}{n^{2}}},}
также сохраняется. В реальных системах геометрический фактор может увеличиться (например, из-за рассеяния), или может уменьшиться поток излучения (например, из-за поглощения), и поэтому приведённая энергетическая яркость может уменьшиться. Однако, геометрический фактор не может уменьшаться, а поток излучения не может возрастать, поэтому приведённая энергетическая яркость тоже не может возрастать.

## Геометрический фактор как объём в фазовом пространстве

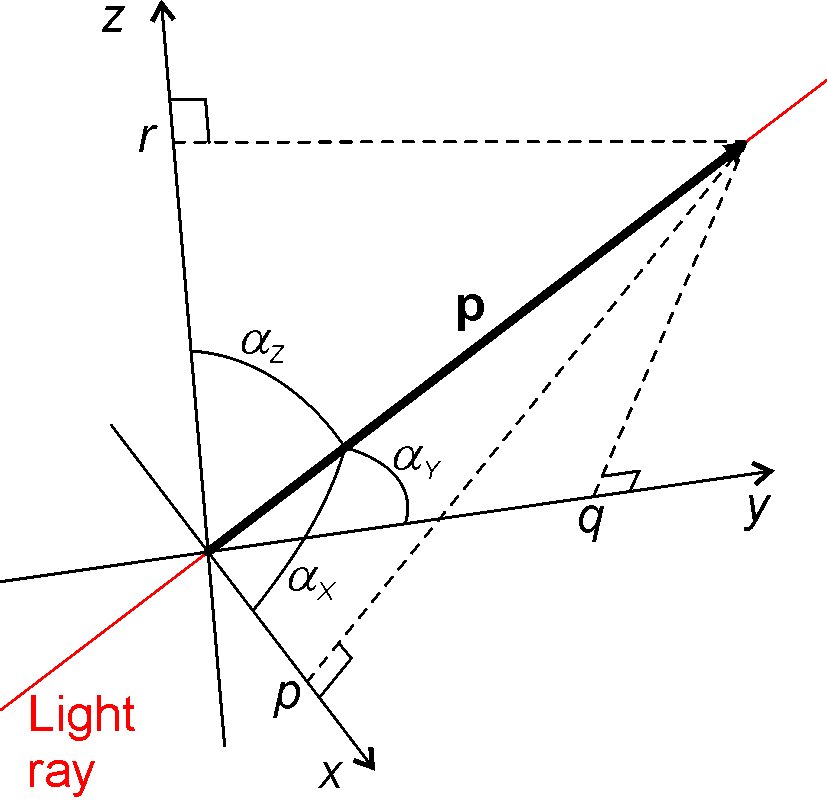
Оптический импульс.

В контексте гамильтоновой оптики, в заданной точке пространства луч света может быть полностью описан точкой r = (x, y, z), единичным вектором v = (cos αX, cos αY, cos αZ), указывающим направление луча, и показателем преломления n в точке r. Оптический импульс луча в этой точке определяется выражением:
{\displaystyle \mathbf {p} =n(\cos \alpha _{X},\cos \alpha _{Y},\cos \alpha _{Z})=(p,q,r),}
где {\displaystyle \|\mathbf {p} \|=n}. Геометрия вектора оптического импульса показана на рисунке справа.
В сферической системе координат p может быть записан как
{\displaystyle \mathbf {p} =n\!\left(\sin \theta \cos \varphi ,\sin \theta \sin \varphi ,\cos \theta \right),}
откуда
{\displaystyle \mathrm {d} p\,\mathrm {d} q={\frac {\partial (p,q)}{\partial (\theta ,\varphi )}}\mathrm {d} \theta \,\mathrm {d} \varphi =\left({\frac {\partial p}{\partial \theta }}{\frac {\partial q}{\partial \varphi }}-{\frac {\partial p}{\partial \varphi }}{\frac {\partial q}{\partial \theta }}\right)\mathrm {d} \theta \,\mathrm {d} \varphi =n^{2}\cos \theta \sin \theta \,\mathrm {d} \theta \,\mathrm {d} \varphi =n^{2}\cos \theta \,\mathrm {d} \Omega ,}
и поэтому для элемента площади dS = dx dy на плоскости xy, погружённой в среду с показателем преломления n, геометрический фактор определяется как
{\displaystyle \mathrm {d} G=n^{2}\,\mathrm {d} S\cos \theta \,\mathrm {d} \Omega =\mathrm {d} x\,\mathrm {d} y\,\mathrm {d} p\,\mathrm {d} q,}
что является элементом объёма в фазовом пространстве x, y, p, q. Сохранение геометрического фактора в фазовом пространстве в оптике эквивалентно теореме Лиувилля в классической механике. Геометрический фактор как объём в фазовом пространстве часто используется в неизображающей оптике.

## Максимальный коэффициент концентрации

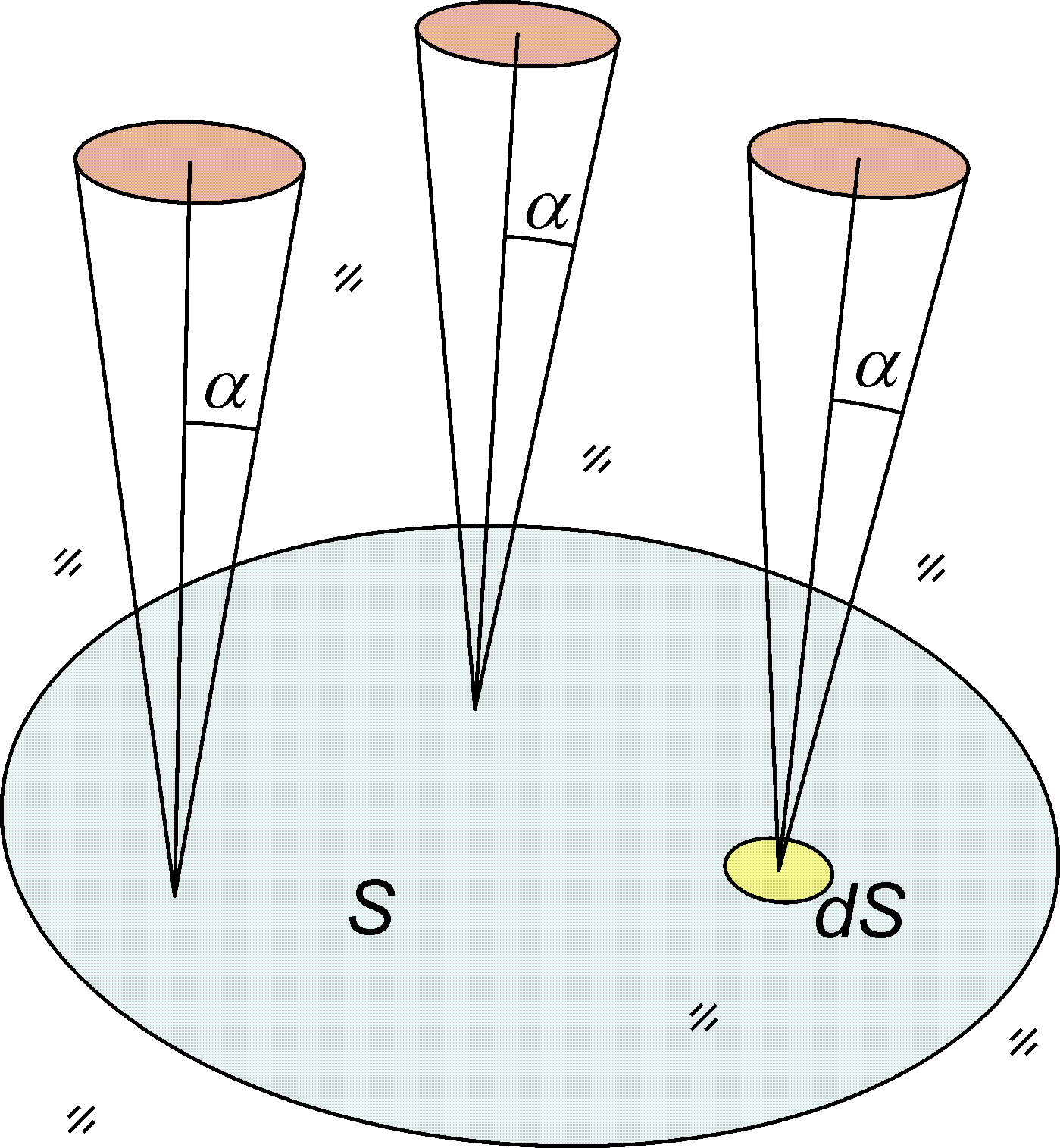
Etendue for a large solid angle.

Рассмотрим элемент поверхности dS, погружённый в среду с показателем преломления n, на который падает (или который излучает) свет, ограниченный конусом с углом раствора α. Геометрический фактор этого света даётся формулой
{\displaystyle \mathrm {d} G=n^{2}\,\mathrm {d} S\int \cos \theta \,\mathrm {d} \Omega =n^{2}dS\int _{0}^{2\pi }\!\int _{0}^{\alpha }\cos \theta \sin \theta \,\mathrm {d} \theta \,\mathrm {d} \varphi =\pi n^{2}\mathrm {d} S\sin ^{2}\alpha .}
Замечая, что n sin α — числовая апертура NA пучка света, можно переписать это выражение так:
{\displaystyle \mathrm {d} G=\pi \,\mathrm {d} S\,\mathrm {NA} ^{2}.}
Обратим внимание, что dΩ выражена в сферической системе координат. Теперь, если на протяжённую поверхность S падает (или она излучает) свет, также ограниченный конусом с углом раствора α, то геометрический фактор света, проходящего через S, будет
{\displaystyle G=\pi n^{2}\sin ^{2}\alpha \int \mathrm {d} S=\pi n^{2}S\sin ^{2}\alpha =\pi S\,\mathrm {NA} ^{2}.}

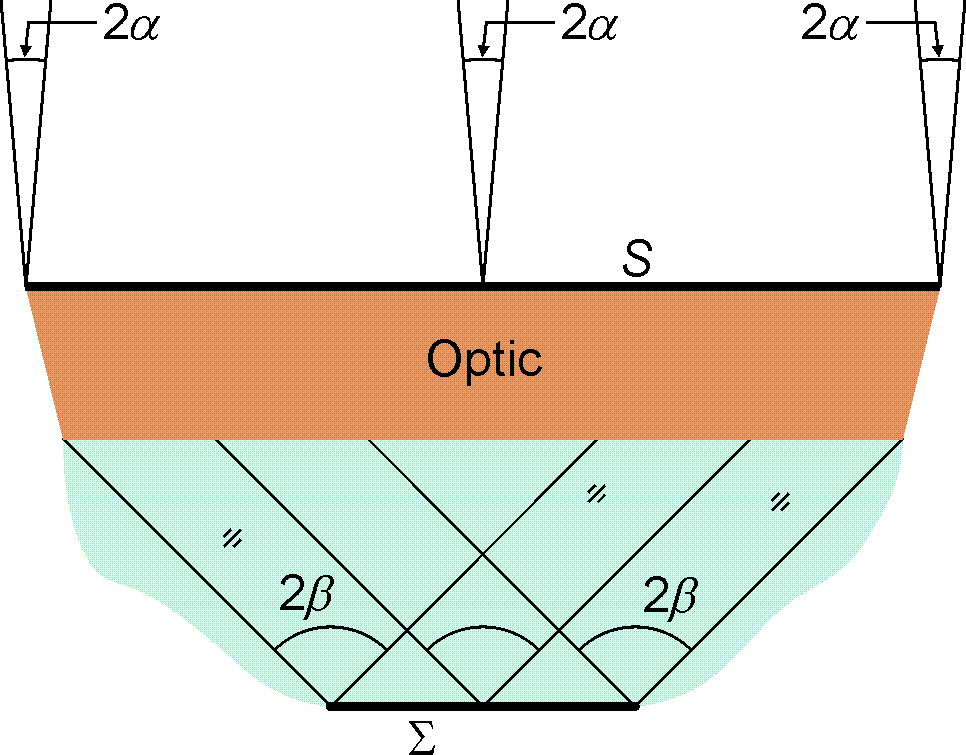
Геометрический фактор и идеальная концентрация.

Предел максимального значения коэффициента концентрации (см. рисунок) достигается прибором со входным зрачком S, в воздухе (ni = 1) собирающим свет из телесного угла 2α (его угол приёма) и направляющим его на поверхность Σ, находящуюся в среде с показателем преломления n, при этом точки поверхности-приёмника освещены светом, исходящим из телесного угла 2β. Из выражения, данного выше, геометрический фактор падающего света равен
{\displaystyle G_{\mathrm {i} }=\pi S\sin ^{2}\alpha ,}
а для света, достигающего поверхности-приёмника
{\displaystyle G_{\mathrm {r} }=\pi n^{2}\Sigma \sin ^{2}\beta .}
Тогда из сохранения геометрического фактора Gi = Gr следует, что
{\displaystyle C={\frac {S}{\Sigma }}=n^{2}{\frac {\sin ^{2}\beta }{\sin ^{2}\alpha }},}
где C — коэффициент концентрации оптического прибора. Для заданной угловой апертуры α падающего излучения коэффициент концентрации будет максимальным для максимального значения sin β, т.е. β = π/2. Тогда максимальный возможный коэффициент концентрации равен
{\displaystyle C_{\mathrm {max} }={\frac {n^{2}}{\sin ^{2}\alpha }}.}
В случае, когда показатель преломления падающего света не равен единице, имеем
{\displaystyle G_{\mathrm {i} }=\pi n_{\mathrm {i} }S\sin ^{2}\alpha =G_{\mathrm {r} }=\pi n_{\mathrm {r} }\Sigma \sin ^{2}\beta ,}
откуда
{\displaystyle C=\left({\frac {\mathrm {NA} _{\mathrm {r} }}{\mathrm {NA} _{\mathrm {i} }}}\right)^{2},}
а в пределе β = π/2, получается
{\displaystyle C_{\mathrm {max} }={\frac {n_{\mathrm {r} }^{2}}{\mathrm {NA} _{\mathrm {i} }^{2}}}.}
Если оптический прибор является коллиматором, а не концентратором, то направление света инвертируется, и сохранение геометрического фактора даёт минимальное значение апертуры S для заданного угла расходимости 2α выходного излучения.